# Campo de la Cruz
Campo de la Cruz è un comune della Colombia facente parte del dipartimento dell'Atlantico.
Il centro abitato venne fondato nel 1634, mentre l'istituzione del comune è del 16 aprile 1914.